# Petit-Bigard
Cet article possède un paronyme, voir Bigard.
Petit-Bigard, en néerlandais  Klein-Bijgaarden est un lieu dit situé dans la commune de Leeuw-Saint-Pierre en Brabant-Flamand, entre les villages de Zuen et de Negenmanneke (nl)

## Histoire
On y trouvait un ancien prieuré, qui se trouvait sur ce qui forme aujourd'hui le domaine du château de Petit-Bigard.

## Monument
- Château de Petit-Bigard